# Отрадное (Волоконовский район)
Отрадное — посёлок в Волоконовском районе Белгородской области России. В составе Шидловского сельского поселения.

## История
Посёлок возник в тридцатые годы XX века, в качестве села, когда на его территорию переселились уроженцы хуторов: Абалмасов, Немцев и Гринев.

## География
Посёлок расположен в восточной части Белгородской области, в 14 км по прямой к северо-западу от районного центра Волоконовки.
Единственная улица посёлка носит название Светлая.

## Население
| 2002 | 2010 |
| ---- | ---- |
| 26   | ↘17  |